# Heinrich Ludwig Behrens

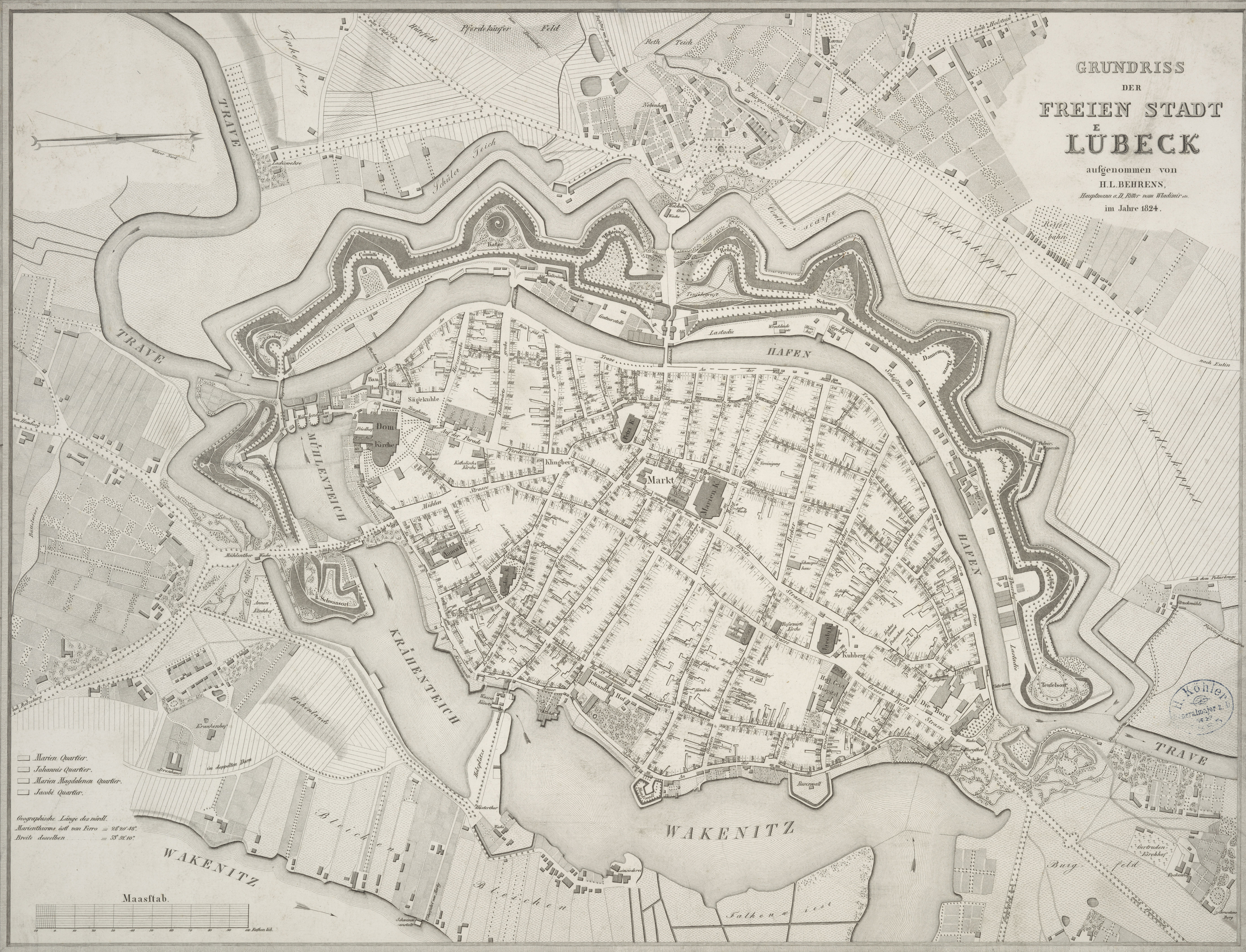
Heinrich Ludwig Behrens: Grundriss von Lübeck, 1824

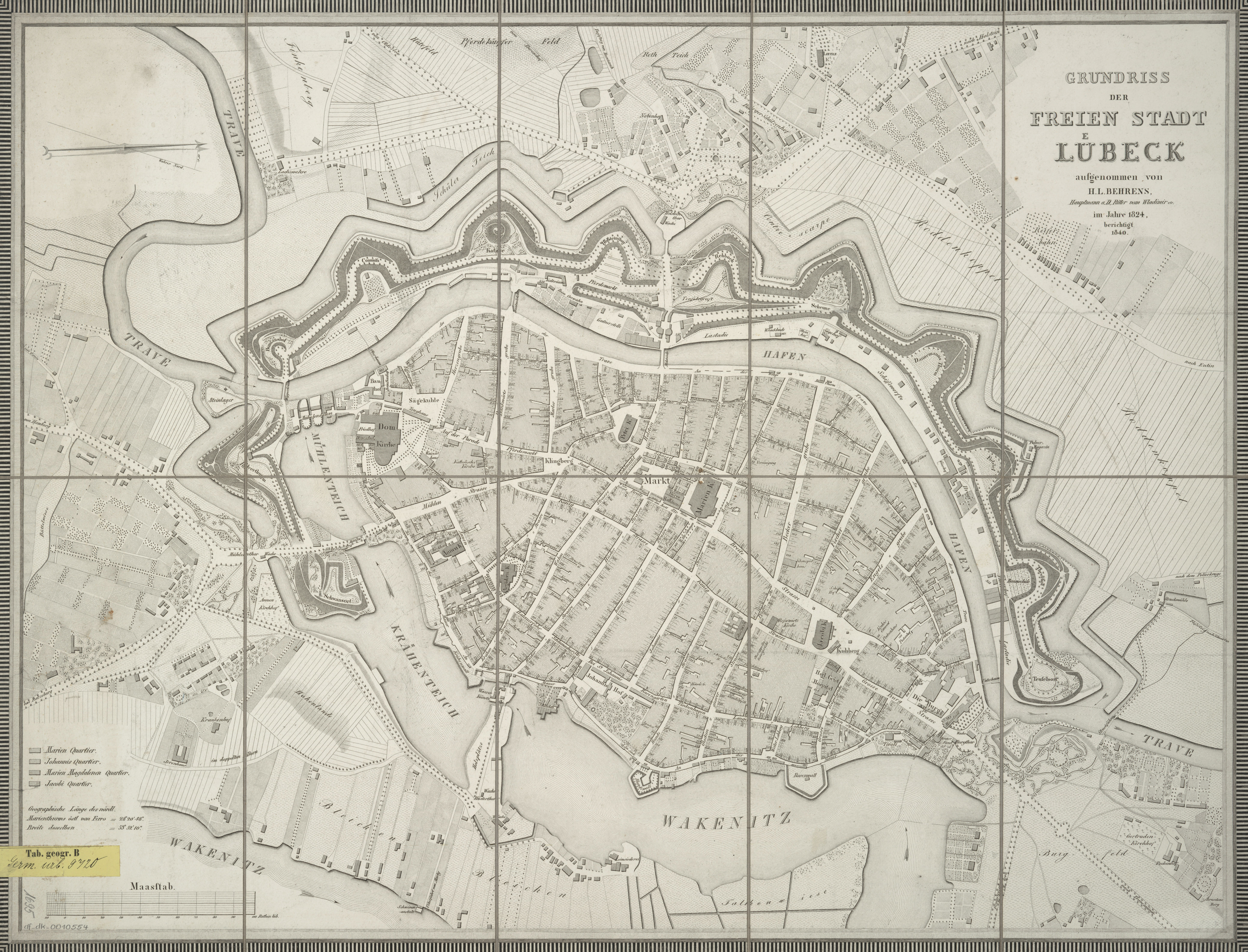
Heinrich Ludwig Behrens: Grundriss von Lübeck, berichtigte Fassung von 1840

(Daniel) Heinrich Ludwig Behrens (* 20. August 1787 in Hagenow; † 20. März 1839 in Lübeck) war ein deutscher Kartograph, Topograph und Offizier.

## Leben
Behrens wurde als Sohn des Mecklenburg-Schweriner Kartographen Ernst Christian August Behrens und dessen Ehefrau Dorothea Elisabeth, geb. Ahlendorf, geboren. Über seine Kindheit und Jugend liegen keine Aufzeichnungen vor; bekannt ist nur, dass er von seinem Vater schon frühzeitig zur Mitarbeit an Kartierungsaufgaben herangezogen wurde.
Wie sein Bruder Carl Georg Behrens trat auch Heinrich Ludwig Behrens in das Lübecker Militär ein und führte auch als Offizier Vermessungsarbeiten durch. Nachdem er frühzeitig im Rang eines Hauptmanns pensioniert worden war, widmete er sich vollständig der Kartographie und Topographie. In den Jahren 1820 bis 1825 führte er eine kartographische Aufnahme der Lübecker Vorstädte durch. 1824 veröffentlichte er die erste Karte der Lübecker Innenstadt, die auf präzisen Vermessungen beruhte und im Maßstab 1:4600 die Geographie der Altstadt zuverlässig wiedergab. Eine aktualisierte Fassung erschien 1840 nach Behrens’ Tod. 1827 folgte eine detaillierte Karte des Territoriums der Freien und Hansestadt Lübeck auf Basis des trigonometrischen Netzes von Heinrich Christian Schumacher.
Bereits 1818 hatte Behrens eine Topographie des Stecknitzkanals nebst Vorschlägen zu dessen Modernisierung herausgebracht. 1829 veröffentlichte er gemeinsam mit seinem Bruder den ersten Teil einer umfassenden topographischen und statistischen Darstellung Lübecks, der auch Informationen zu Verfassung, Regierung, Verwaltung und Rechtswesen der Stadt enthält.

## Familienleben
Heinrich Ludwig Behrens hatte am 18. Februar 1818 Friderike Caroline Düsenberg (* 12. Juni 1795; † 10. Juli 1852), die Tochter des Lübecker Marktvogts Johann Philipp Düsenberg, geheiratet. Aus der Ehe gingen vier Töchter und ein Sohn hervor. Behrens war Pächter eines Hofs in Arfrade.

## Auszeichnungen
- Orden des Heiligen Wladimir, Ritter

## Werke
- (mit Carl Georg Behrens) Topographische Karte des Gebiets der freien Hansestadt Lübeck von H. L. u. G. Behrens. 1827. 1:91700

2. Ausgabe, berichtigt von G. Behrens, 1843.
- (mit Carl Georg Behrens) Topographie und Statistik von Lübeck und dem mit Hamburg gemeinschaftlichen Amte Bergedorf: Ein Beitrag zur topographisch-statistisch-historisch-politischen Beschreibung der freien Hansestadt Lübeck und dem Landgebiete derselben.

Band 1: Topographie und Theile der Statistik von Lübeck und dem Amte Bergedorf. Lübeck: Rohden 1829
Digitalisat, Bayerische Staatsbibliothek
- Topographie des Stecknitz-Kanals, und Darstellung eines Projects zu einer besseren Einrichtung desselben, Hamburg 1818
- Grundriss der Freien Stadt Lübeck, 1824

Berichtigte Ausgabe, 1840
- Statistisch-topographische Tabellen über das Gebiet der Freien Stadt Lübeck – Ein Repertorium zur Landeskarte, 1825
- Topographisch-statistisch-historische Bemerkungen über die Freie Stadt Lübeck und deren Gebiet, 1826